# La Tempestad (España)
La Tempestad fue un periódico fundado en la ciudad de Segovia en el año 1880 por Vicente Rubio. Se publicaba los domingos y se autodefinía como periódico dominguero, tempestivo y joco-satírico.
Se trataba de un periódico que pretendía ofrecer las noticias con un toque de humor. Su director fue su fundador, y la publicación desapareció en 1910 a consecuencia de la muerte de éste. Dentro de los números especiales destacaba el que dedicaba al día 24 de abril, con un ejemplar profusamente decorado y dedicado a Juan Bravo, líder de los comuneros y al resto de sus compañeros.
Fue parte de la prensa habitual de la ciudad durante treinta años.